# Craterellus aureus
Craterellus aureus é uma espécie de fungo pertencente à família Cantharellaceae.